# Trolovi iz kutija
Trolovi iz kutija (engl. The Boxtrolls) je američki stop-motion animirani fantazijski komediografski film iz 2014. godine koji su režirali Graham Annable i Anthony Stacchi (u dugometražnim redateljskim debijima), a temelji se na romanu Evo čudovišta! iz 2005. autora Alan Snow. Proizvodi ga Laika.

## Sinkronizacija
| Ime             | Engleska inačica       | Hrvatska inačica      |
| --------------- | ---------------------- | --------------------- |
| Jajic           | Isaac Hempstead Wright | Mitja Smiljanić       |
| Nina            | Elle Fanning           | Mirela Videk          |
| Grof Gorgonzola | Jared Harris           | Aleksandar Cvjetković |
| Herbert Tokić   | Simon Pegg             | Janko Rakoš           |
| Zdrpić          | Ben Kingsley           | Dražen Bratulić       |
| G. Žilić        | Tracy Morgan           | Robert Ugrina         |
| G. Ribič        | Nick Frost             | Goran Malus           |
| G. Kisić        | Richard Ayoade         | Goran Vrbanić         |

Ostali glasovi:
- Anđelko Petric
- Daniel Dizdar
- Denin Serdarević
- Ana Marija Bokor
- Boris Mirković
- Dino Škare

- Sinkronizacija: Livada Produkcija